# Махаман Траоре
Махаман Ель-Хаджі Траоре (фр. Mahamane El-Hadji Traoré, нар. 31 серпня 1988, Бамако) — малійський футболіст, півзахисник.
Значну частину кар'єри провів у «Ніцці», за яку зіграв понад 100 матчів у Лізі 1, а також національну збірну Малі, з якою став дворазовим бронзовим призером Кубка африканських націй.

## Клубна кар'єра
Махаман почав свою кар'єру в клубі «Серкль Олімпік» зі свого рідного міста Бамако.
У 2005 році півзахисник перейшов у французьку «Ніццу», де спочатку грав за молодіжну команду. Дебютував у першій команді 30 квітня 2006 року в матчі Ліги 1 проти «Аяччо» (3:0). 16 серпня 2008 року в матчі з «Нансі» (2:1) Траоре забив перший гол за клуб з Лазурного Берега, який виявився переможним у матчі. Сезони 2010/11 і 2011/12 малійський футболіст провів у французькій Лізі 2, де виступав за «Мец» на правах оренди. У складі «Меца» Траоре забив 7 голів у 41 зіграному в різних турнірах матчі.
Після закінчення сезону 2011/12 повернувся в «Ніццу» та почав підготовку до нового сезону з командою, яку тренував Клод Пюель. Протягом сезону 2012/13 він зіграв 24 ігри, а наступного розіграшу через травми кількість ігрового часу африканця значно впала — його використовують лише 12 разів у матчах чемпіонату. У травні 2014 року Махаман знову отримав травму, через яку фактично пропустив увесь сезон 2014/15 і лише 15 серпня 2015 року повернувся на поле в грі проти «Труа». Втім під час матчу Махаман знову травмувався і повернувся до гри лише через місяць, щоправда знову ненадовго — в листопаді того ж року він отримав травму підколінного сухожилля, пропустивши наступні три з половиною місяці. Загалом у сезоні 2015/16 він зіграв лише у 12 матчах Ліги 1 і забив 2 голи, після чого покинув клуб.
У лютому 2017 року Траоре перейшов у литовський «Жальгіріс», з яким відразу ж виграв Суперкубок Литви. При цьому заме гол Махамана виявився єдиним у тому матчі проти «Тракая» (1:0), який і приніс його команді трофей. В подальшому протягом сезону 2017 року відіграв за клуб з Вільнюса 10 матчів в національному чемпіонаті і став віце-чемпіоном Литви, після чого покинув клуб.

## Виступи за збірну
2005 року дебютував в офіційних матчах у складі національної збірної Малі.
У складі збірної був учасником Кубка африканських націй 2010 року в Анголі (2 матча), Кубка африканських націй 2012 року у Габоні та Екваторіальній Гвінеї  (1 матч) і Кубка африканських націй 2013 року у ПАР (5 матчей), при цьому на двох останніх турнірах команда Малі здобула бронзові нагороди континентальної першості.

## Титули і досягнення
- Володар Суперкубка Литви (1):

«Жальгіріс» (Каунас): 2017
- Бронзовий призер Кубка африканських націй: 2012, 2013